# Ryan Reser
Ryan Reser (* 16. dubna 1980 Denver) je bývalý americký zápasník – judista a grappler.

## Sportovní kariéra
Vyrůstal v Dallasu, kde začal s judem v 7 letech v dódžó bratrů Tamuraových. Na základní a střední škole Lloyda Berknera se věnoval amerického tradičnímu zápasu. Po skončení školy se v roce 1999 přesunul do Colorado Springs, kde se v olympijském tréninkovém centru připravoval pod vedením Eda Liddieho. V americké mužské reprezentaci se pohyboval v lehké váze do 73 kg. Do roku 2005 soupeřil o post reprezentační dvojky za Jimmy Pedrem. Od roku 2005 Pedra v reprezentaci nahradil, ale své výborné výkonu na kontinentální úrovni ve světě nepotvrzoval. V roce 2008 na olympijských hrách v Pekingu prohrál v úvodním kole na body (wazari) s Mongolem Dašdavou. Od roku 2009 přestoupil do vyšší polostřední váhy do 81 kg, ve které se v reprezentaci neprosazoval. Sportovní kariéru ukončil v roce 2014. Věnuje se trenérské práci.

## Výsledky
| Turnaj                  | 2005       | 2006       | 2007       | 2008       |
| Turnaj                  | 25         | 26         | 27         | 28         |
| Turnaj                  | lehká váha | lehká váha | lehká váha | lehká váha |
| ----------------------- | ---------- | ---------- | ---------- | ---------- |
| Olympijské hry          |            |            |            | úč.        |
| Mistrovství světa       | úč.        |            | úč.        |            |
| Panamerické hry         |            |            | 1.         |            |
| Panamerické mistrovství | 1.         | úč.        | 1.         | 5.         |